# Carão
Carão (Aramus guarauna) é uma ave da ordem gruiforme, presente do estado norte-americano da Flórida à Bolívia, Argentina e Brasil. É o único representante vivo da família Aramidae e do gênero Aramus, embora haja um extenso registro fóssil com várias espécies extintas dessa família identificadas em diferentes regiões das Américas.

## Características
O carão mede até 70 cm de comprimento, possuindo o corpo pardo-escuro com garganta branca, bico com mandíbula amarela, cabeça e pescoço estriados de branco e pernas negras. Constrói o ninho no solo, onde põe cerca de seis ovos por época. Alimenta-se de pequenos animais aquáticos, principalmente caracóis. Habita zonas pantanosas.

## Subespécies
São reconhecidas quatro subespécies:
- Aramus guarauna guarauna (Linnaeus, 1766) - ocorre na América do Sul, exceto na costa árida a oeste da Cordilheira dos Andes e no extremo sul do continente;
- Aramus guarauna elucus (J. L. Peters, 1925) - ocorre nas ilhas de Hispaniola e Porto Rico;
- Aramus guarauna dolosus (J. L. Peters, 1925) - ocorre no sudoeste do México até o Panamá;
- Aramus guarauna pictus (F. A. A. Meyer, 1794) - ocorre na Flórida, Cuba e Jamaica.